# Брончо Билли Андерсон
Гилберт М. «Брончо Билли» Андерсон (англ. Gilbert M. «Broncho Billy» Anderson, при рождении Макс Аронсон; 21 марта 1880 — 20 января 1971) — американский актёр, сценарист, кинорежиссёр и кинопродюсер, первая звезда вестернов.

## Биография
Брончо Билли родился 21 марта 1880 года в Литл-Роке в штате Арканзас шестым ребёнком в семье Генри и Эстер Аронсон, переехавших туда из Нью-Йорка. Своё детство он провёл в Сент-Луисе, а повзрослев, перебрался в Нью-Йорк, где работал фотомоделью и журналистом.
Его актёрская карьера началась с выступления в водевилях, а в 1903 году он дебютировал в кино. На начальных этапах своей карьеры он часто сотрудничал с Эдвином Портером, с которым написал несколько сценариев к фильмам. Первая роль Андерсона также была в фильме Портера «Большое ограбление поезда», где он сыграл сразу три небольших роли. После большого успеха фильма Андерсон понял, что киноиндустрия это именно то, с чем бы он хотел связать свою жизнь. Вскоре, взяв псевдоним Гилберт М. Андерсон, он начал писать сценарии для собственных фильмов, в которых сам и исполнял главные роли.
В 1907 году Андерсон, вместе с Джорджем Кёрком Спуром, основал киностудию «Essanay Studios», ставшую одной из самых крупных в период становления кинематографа. Андерсон сыграл на своей студии более 300 ролей в короткометражных фильмах. Хотя он воплощал на экране совершенно разных персонажей, популярность всё же ему принесли полторы сотни ролей в короткометражных немых вестернах, став при этом первой звездой в этом жанре и получив прозвище «Брончо Билли». В то время как Спур занимался делами киностудии в Чикаго, Андерсон путешествовал со съёмочной командой по западу США, где снимал новые фильмы.
В 1916 году Андерсон продал свою часть студии «Essanay» и прекратил сниматься в кино. Он вернулся в Нью-Йорк, где купил один из небольших театров, в котором стал ставить собственные спектакли, но без особого успеха. Вновь он вернулся в кино в 1919 году, когда снялся в нескольких фильмах, а также спродюсировал пару короткометражек, одной из которых стала комедия «Пёс-талисман», в которой впервые вместе снялись Стэн Лорел и Оливер Харди, ставшие впоследствии одним из самых знаменитых комических дуэтов века. Спустя год, из-за конфликтов с руководством «Metro Pictures», с которой Андерсон сотрудничал, он вновь покинул индустрию кино.
В 1943 году Андерсон подал иск на студию «Paramount Pictures», которая в своём фильме «Звезда, украшенная блёсткам ритма» использовала персонаж по имени Брончи Билли, который, как показалось Андерсону, является негативной ссылкой на него самого. В своём иске он запросил 900000 $, но его исход так и остался неизвестным.
Андерсон ещё раз возвращался в кино, став владельцем киностудии «Progressive Pictures» в 1950-х годах, а также исполнив небольшую роль в вестерне «Щедрый убийца» в 1965 году. В 1958 году Андерсон был удостоен почётной премии «Оскар» с пометкой «пионеру кинематографа, внёсшему значительный вклад в развлекательную кинопромышленность».
Брончо Билли Андерсон умер 21 января 1971 года в возрасте 90 лет в Доме актёров кино и телевидения в Вудленд-Хиллз, штат Калифорния. У него осталась жена Молли Шаблеман, с которой он был вместе с 1910 года, а также дочь Максин. Он был кремирован, а его прах помещён в часовне одного из кладбищ в Лос-Анджелесе.

## Интересные факты
- В 1998 году Брончо Билли Андерсон был изображён на почтовой марке США.
- В 2002 году он был включён в зал славы Национального музея наследия дикого запада в Оклахоме.
- Брончо Билли Андерсон удостоен звезды на Голливудской Аллее Славы за вклад и развитие киноиндустрии[6].
- Сестра Андерсона Леона Андерсон добилась успеха в 1950-х годах в качестве певицы[7].